# 玉置三夫
玉置 三夫（たまき みつお、1934年〈昭和9年〉2月6日 - 2021年〈令和3年〉5月16日）は、日本の政治家。和歌山県有田市長（第4・6代）。位階は正六位。旭日双光章受章。

## 経歴
滋賀県出身。滋賀大学経済学部卒。1956年（昭和31年）、三和銀行に入る。同行外国事務部長。1985年（昭和60年）、南海信用金庫に出向し、顧問となる。その後、専務理事から理事長となり、1993年（平成5年）の合併できのくに信用金庫副理事長となる。
1997年（平成9年）、有田市長選挙に立候補し当選する。2000年（平成12年）任期途中で市長を退任。2004年（平成16年）の市長選挙に立候補し、当選。市長に返り咲いた。2008年（平成20年）の市長選挙で落選した。
2021年5月死去。死没日付をもって叙正六位、旭日双光章受章。